# Veikkausliiga 2024
Die Veikkausliiga 2024 war die 35. Spielzeit der höchsten finnischen Spielklasse im Fußball der Männer unter diesem Namen sowie die 94. Saison seit deren Einführung im Jahre 1930. Sie begann am 6. April 2024 und endete am 19. Oktober 2024. Anschließend wurden bis 2. November 2024 die Relegation und die Play-offs durchgeführt.
Titelverteidiger war HJK Helsinki. Neu dabei waren die Aufsteiger Ekenäs IF und IF Gnistan, die den Absteiger KTP Kotka sowie FC Honka Espoo, der wegen Insolvenz in die vierte Klasse versetzt wurde, ersetzten. Meister wurde Kuopion PS, der damit seine insgesamt siebte Meisterschaft und zudem den Pokalsieg (6. Titel) feiern konnte.

## Modus
Zunächst trafen alle zwölf Mannschaften in der Hauptrunde jeweils zweimal aufeinander. Danach ermittelten die ersten sechs Mannschaften in der Meisterschaftsrunde den Meister, während die letzten sechs Mannschaften in der Abstiegsrunde spielten. In diesen Runden wurde nur die Hinrunde ausgespielt, sodass es hierbei jeweils zu fünf Spieltagen kam. Die Punkte aus der Hauptrunde wurden jeweils übernommen.
Der Meister nimmt an der Qualifikation zur Champions League 2025/26 teil. In der Qualifikation zur Conference League 2025/26 dürfen hingegen der Vizemeister, der Pokalsieger sowie ein dritter Teilnehmer, der in einer anschließenden Extra-Runde ermittelt wurde, antreten. Der Tabellenletzte stieg direkt ab, der Vorletzte musste in die Relegation.

## Teilnehmende Mannschaften
| Verein           | Stadt       | Stadion              | Kapazität |
| ---------------- | ----------- | -------------------- | --------- |
| FC Lahti         | Lahti       | Stadion Lahti        | 14.465    |
| HJK Helsinki     | Helsinki    | Bolt Arena           | 10.770    |
| Inter Turku      | Turku       | Veritas Stadion      | 09.372    |
| Haka Valkeakoski | Valkeakoski | Tehtaan kenttä       | 06.400    |
| Vaasan PS        | Vaasa       | Elisa Stadion        | 06.009    |
| Seinäjoen JK     | Seinäjoki   | OmaSP Stadion        | 06.000    |
| IFK Mariehamn    | Mariehamn   | Wiklöf Holding Arena | 05.637    |
| Ilves Tampere    | Tampere     | Tammela Stadion      | 05.050    |
| Kuopion PS       | Kuopio      | Savon Sanomat Areena | 04.700    |
| AC Oulu          | Oulu        | Raatin Stadion       | 04.392    |
| Ekenäs IF        | Raseborg    | Ekenäs centrumplan   | 02.500    |
| IF Gnistan       | Helsinki    | Mustapekka Arena     | 01.100    |

## Hauptrunde

### Tabelle
| Pl.                         | Verein              | Sp. | S  | U  | N  | Tore    | Diff. | Punkte |
| --------------------------- | ------------------- | --- | -- | -- | -- | ------- | ----- | ------ |
| 1.                          | Kuopion PS          | 22  | 13 | 5  | 4  | 039:220 | +17   | 44     |
| 2.                          | HJK Helsinki (M)    | 22  | 13 | 4  | 5  | 041:210 | +20   | 43     |
| 3.                          | Tampereen Ilves (P) | 22  | 11 | 6  | 5  | 045:250 | +20   | 39     |
| 4.                          | Seinäjoen JK        | 22  | 10 | 6  | 6  | 040:330 | +7    | 36     |
| 5.                          | Haka Valkeakoski    | 22  | 10 | 5  | 7  | 035:320 | +3    | 35     |
| 6.                          | Vaasan PS           | 22  | 9  | 5  | 8  | 034:360 | −2    | 32     |
| 7.                          | Inter Turku         | 22  | 9  | 4  | 9  | 038:290 | +9    | 31     |
| 8.                          | IF Gnistan (N)      | 22  | 8  | 6  | 8  | 032:340 | −2    | 30     |
| 9.                          | AC Oulu             | 22  | 5  | 6  | 11 | 026:360 | −10   | 21     |
| 10.                         | IFK Mariehamn       | 22  | 5  | 5  | 12 | 020:380 | −18   | 20     |
| 11.                         | FC Lahti            | 22  | 3  | 10 | 9  | 026:380 | −12   | 19     |
| 12.                         | Ekenäs IF (N)       | 22  | 3  | 4  | 15 | 019:510 | −32   | 13     |
| Stand: Abschluss Hauptrunde |                     |     |    |    |    |         |       |        |

Platzierungskriterien: 1. Punkte – 2. Tordifferenz – 3. geschossene Tore – 4. Direkter Vergleich (Punkte, Tordifferenz, geschossene Tore)
| (M) | amtierender Meister     |
| (P) | amtierender Pokalsieger |
| (N) | Neu/Aufsteiger          |

### Kreuztabelle
| 2024                        | HJK Helsinki | Kuopion PS | Haka Valkeakoski | Inter Turku | Seinäjoen JK | AC Oulu | Vaasan PS | ILV | IFK Mariehamn | FC Lahti | EKE | GNI |
| HJK Helsinki                | —            | 3:1        | 2:0              | 1:0         | 4:1          | 3:0     | 1:2       | 1:1 | 2:1           | 4:0      | 0:0 | 1:0 |
| Kuopion PS                  | 3:1          | —          | 0:1              | 1:2         | 2:1          | 4:1     | 2:1       | 1:0 | 3:0           | 1:0      | 4:1 | 3:1 |
| Haka Valkeakoski            | 1:1          | 2:2        | —                | 0:0         | 2:0          | 4:3     | 1:2       | 4:3 | 2:0           | 1:1      | 2:1 | 1:2 |
| Inter Turku                 | 0:1          | 1:1        | 3:1              | —           | 3:0          | 3:3     | 3:1       | 0:2 | 3:0           | 3:0      | 2:1 | 2:2 |
| Seinäjoen JK                | 03:3 a       | 1:1        | 2:1              | 3:1         | —            | 2:1     | 3:1       | 1:0 | 0:2           | 5:5      | 3:1 | 0:1 |
| AC Oulu                     | 1:0          | 1:0        | 0:1              | 1:0         | 1:2          | —       | 1:2       | 0:1 | 1:1           | 2:2      | 2:0 | 1:1 |
| Vaasan PS                   | 1:3          | 1:3        | 3:2              | 3:1         | 1:1          | 1:1     | —         | 1:1 | 2:1           | 3:0      | 2:3 | 3:2 |
| Ilves Tampere               | 3:0          | 1:2        | 5:0              | 3:0         | 2:2          | 3:2     | 3:2       | —   | 2:0           | 0:0      | 5:0 | 4:6 |
| IFK Mariehamn               | 1:2          | 2:2        | 0:3              | 3:1         | 0:4          | 2:1     | 0:0       | 0:1 | —             | 0:0      | 3:2 | 1:1 |
| FC Lahti                    | 2:1          | 0:1        | 1:1              | 0:2         | 0:4          | 1:2     | 0:0       | 2:2 | 3:0           | —        | 4:0 | 3:3 |
| Ekenäs IF                   | 0:3          | 1:2        | 1:2              | 0:7         | 1:1          | 1:1     | 1:2       | 0:2 | 1:2           | 1:1      | —   | 1:0 |
| IF Gnistan                  | 0:4          | 0:0        | 0:3              | 2:1         | 1:2          | 2:0     | 3:0       | 1:1 | 2:1           | 2:1      | 1:2 | —   |
| Stand: Abschluss Hauptrunde |              |            |                  |             |              |         |           |     |               |          |     |     |

## Meisterschaftsrunde
Die ersten sechs Mannschaften der Hauptrunde spielten nochmals jeweils einmal gegeneinander.

Die Ergebnisse und Punkte aus der Hauptrunde wurden übernommen.
| Pl.             | Verein              | Sp. | S  | U | N  | Tore    | Diff. | Punkte |
| --------------- | ------------------- | --- | -- | - | -- | ------- | ----- | ------ |
| 1.              | Kuopion PS          | 27  | 17 | 5 | 5  | 046:240 | +22   | 56     |
| 2.              | Tampereen Ilves (P) | 27  | 16 | 6 | 5  | 056:270 | +29   | 54     |
| 3.              | HJK Helsinki (M)    | 27  | 13 | 6 | 8  | 044:270 | +17   | 45     |
| 4.              | Seinäjoen JK        | 27  | 11 | 7 | 9  | 046:440 | +2    | 40     |
| 5.              | Vaasan PS           | 27  | 11 | 6 | 10 | 043:450 | −2    | 39     |
| 6.              | Haka Valkeakoski    | 27  | 11 | 5 | 11 | 040:430 | −3    | 38     |
| Stand: Endstand |                     |     |    |   |    |         |       |        |

| (M) | amtierender Meister     |
| (P) | amtierender Pokalsieger |

| 2024             | Kuopion PS | HJK Helsinki | ILV | Seinäjoen JK | Haka Valkeakoski | Vaasan PS |
| ---------------- | ---------- | ------------ | --- | ------------ | ---------------- | --------- |
| Kuopion PS       | •          | 1:0          | –   | –            | 2:0              | 3:1       |
| HJK Helsinki     | –          | •            | 0:1 | 2:2          | 0:1              | –         |
| Tampereen Ilves  | 1:0        | –            | •   | 4:0          | 3:2              | –         |
| Seinäjoen JK     | 0:1        | –            | –   | •            | –                | 1:4       |
| Haka Valkeakoski | –          | –            | –   | 0:3          | •                | 2:3       |
| Vaasan PS        | –          | 1:1          | 0:2 | –            | –                | •         |

## Abstiegsrunde
Die letzten sechs Mannschaften der Hauptrunde spielten nochmals jeweils einmal gegeneinander.

Die Ergebnisse und Punkte aus der Hauptrunde wurden übernommen.
| Pl.             | Verein         | Sp. | S  | U  | N  | Tore    | Diff. | Punkte |
| --------------- | -------------- | --- | -- | -- | -- | ------- | ----- | ------ |
| 7.              | Inter Turku    | 27  | 12 | 5  | 10 | 046:340 | +12   | 41     |
| 8.              | IF Gnistan (N) | 27  | 10 | 7  | 10 | 040:430 | −3    | 37     |
| 9.              | AC Oulu        | 27  | 7  | 7  | 13 | 032:400 | −8    | 28     |
| 10.             | IFK Mariehamn  | 27  | 7  | 5  | 15 | 027:440 | −17   | 26     |
| 11.             | FC Lahti       | 27  | 4  | 12 | 11 | 031:470 | −16   | 24     |
| 12.             | Ekenäs IF (N)  | 27  | 4  | 7  | 16 | 024:570 | −33   | 19     |
| Stand: Endstand |                |     |    |    |    |         |       |        |

| (N) | Neu/Aufsteiger |

| 2024          | Inter Turku | GNI | AC Oulu | IFK Mariehamn | FC Lahti | EKE |
| ------------- | ----------- | --- | ------- | ------------- | -------- | --- |
| Inter Turku   | •           | 3:2 | –       | –             | 3:1      | 1:1 |
| IF Gnistan    | –           | •   | 1:0     | 2:1           | 2:2      | –   |
| AC Oulu       | 1:0         | –   | •       | 1:2           | 3:0      | –   |
| IFK Mariehamn | 0:1         | –   | –       | •             | –        | 3:0 |
| FC Lahti      | –           | –   | –       | 2:1           | •        | 0:0 |
| Ekenäs IF     | –           | 3:1 | 1:1     | –             | –        | •   |

## Play-offs zur Conference League
Die Mannschaften auf den Plätzen vier bis sechs sowie die zwei besten Teams der Abstiegsrunde waren qualifiziert, den dritten Teilnehmer für die Conference League zu ermitteln. Da sich der Pokalsieger bereits für die Conference League qualifiziert hatte, rückte der Zweitplatzierte der Abstiegsrunde nach. In den ersten beiden Runden mit je einem Spiel hatte das besser platzierte Team Heimrecht. Der bestplatzierte Teilnehmer stieg erst im Finale mit Hin- und Rückspiel ein.

### 1. Runde
| Datum      |                  | Ergebnis  |             |
| ---------- | ---------------- | --------- | ----------- |
| 23.10.2024 | Haka Valkeakoski | 2:1 n. V. | Inter Turku |
| 23.10.2024 | Vaasan PS        | 0:1       | IF Gnistan  |

### 2. Runde
| Datum      |                  | Ergebnis        |            |
| ---------- | ---------------- | --------------- | ---------- |
| 26.10.2024 | Haka Valkeakoski | 3:3 (4:3 i. E.) | IF Gnistan |

### Finale
| Datum            |                  | Gesamt |              | Hinspiel | Rückspiel |
| ---------------- | ---------------- | ------ | ------------ | -------- | --------- |
| 30.10./2.11.2024 | Haka Valkeakoski | 3:4    | Seinäjoen JK | 1:2      | 2:2       |

## Relegation
Der Zweite der Ykkösliiga spielte gegen den Vorletzten der Veikkausliiga
| Datum             |         | Gesamt |          | Hinspiel | Rückspiel |
| ----------------- | ------- | ------ | -------- | -------- | --------- |
| 23.10./27.10.2024 | FF Jaro | 2:1    | FC Lahti | 2:0      | 0:1       |

Der FC Lahti musste absteigen, während der FF Jaro in die Veikkausliiga aufstieg.

## Torschützenliste
| Platz | Spieler              | Mannschaft          | Tore |
| ----- | -------------------- | ------------------- | ---- |
| 01.   | Ashley Coffey        | AC Oulu             | 12   |
| 01.   | Jaime Moreno         | Seinäjoen JK        | 12   |
| 03.   | Adam Larsson         | IFK Mariehamn       | 11   |
| 03.   | Joakim Latonen       | IF Gnistan          | 11   |
| 03.   | Roope Riski          | Tampereen Ilves     | 11   |
| 06.   | Mads Borchers        | Vaasan PS           | 10   |
| 06.   | Santeri Haarala      | Tampereen Ilves     | 10   |
| 08.   | Michael López        | FC Lahti            | 09   |
| 08.   | Anthony Olusanya     | HJK Helsinki / Haka | 09   |
| 08.   | Evangelos Patoulidis | Haka Valkeakoski    | 09   |
| 08.   | Darren Smith         | Inter Turku         | 09   |